# Zachodniowołyńska Dolina Bugu
Zachodniowołyńska Dolina Bugu este o arie protejată (sit de importanță comunitară — SCI) din Polonia întinsă pe o suprafață de 1.556,11 ha, integral pe uscat.

## Localizare
Centrul sitului Zachodniowołyńska Dolina Bugu este situat la coordonatele 50°40′43″N 24°03′40″E / 50.6786°N 24.0612°E.

## Înființare
Situl Zachodniowołyńska Dolina Bugu a fost declarat sit de importanță comunitară în septembrie 2006 pentru a proteja 1 specie de plante și 14 specii de animale.

## Biodiversitate
Situată în ecoregiunea continentală, aria protejată conține 8 habitate naturale: Păduri aluvionare cu Alnus glutinosa și Fraxinus excelsior (Alno-Padion, Alnion incanae, Salicion albae), Lacuri eutrofice naturale cu vegetație de tip Magnopotamion sau Hydrocharition, Pajiști uscate seminaturale și facies de acoperire cu tufișuri pe substraturi calcaroase (Festuco-Brometalia) (* situri importante pentru orhidee), Pajiști cu Molinia pe soluri calcaroase, turboase sau argilos-nămoloase (Molinion caeruleae), Liziere de ierburi înalte hidrofile de câmpie și de nivel montan până la alpin, Fânețe de joasă altitudine (Alopecurus pratensis, Sanguisorba officinalis), Mlaștini alcaline, Păduri de stejar și carpen Galio-Carpinetum.
La baza desemnării sitului se află mai multe specii protejate:
- plante (1): Echium russicum
- amfibieni (1): buhai de baltă cu burta roșie (Bombina bombina)
- mamifere (3): castor (Castor fiber), vidră de râu (Lutra lutra), popândău pătat (Spermophilus suslicus)
- nevertebrate (5): fluturele purpuriu (Lycaena dispar), Ophiogomphus cecilia, Phengaris nausithous, Phengaris teleius, Xylomoia strix
- pești (5): avat (Aspius aspius), zvârluga (Cobitis taenia), cicar (Lampetra planeri), țipar (Misgurnus fossilis), boarță (Rhodeus amarus)

Pe lângă speciile protejate, pe teritoriul sitului au mai fost identificate 2 specii de plante.